# 2011년 문제
2011년 문제(Year 2011 problem) 또는 Y1C 문제(중국어 간체: 民國百年虫, 정체자: 民國百年蟲, 병음: Mínguó bēnián chóng, lit. 'Minguo Year 100 bug')는 대만의 컴퓨터 및 컴퓨터 시스템과 관련된 잠재적인 문제였다. 2010년 12월 31일과 2011년 1월 1일 밤에 발생했다.
2000년을 앞두고 전 세계가 직면한 2000년 문제와 유사하게, 2011년 문제는 대만이 공식 목적으로 중화민국 달력을 사용한 데 따른 부작용이다. 이 달력은 1912년(1년) 중화민국 건국을 기반으로 하므로 그레고리력의 2011년은 대만 공식 달력의 100년에 해당하며, 이는 연도를 2년으로만 처리하는 모든 프로그램에 잠재적인 문제를 야기했다.

## 보고된 문제
대부분의 대만인들은 2000년 문제 이후에 이 문제를 예상했기 때문에 Y1C 컴퓨터 버그 영향은 미미했다. 많은 컴퓨터에서는 이미 날짜에 세 자리 숫자 시스템을 사용하고 있었으며, 100 미만의 연도에는 0이 첫 번째 숫자로 사용되었다(그레고리오력 2010년 또는 이전).
운전면허증과 같은 일부 정부 문서에는 이미 100년이 넘는 기간이 언급되어 있다. 사소한 결함만 보고되었다.
일부 아이폰 사용자는 2011년 1월 1일에 알람 도구가 작동하지 않았다고 보고했다.